# Passalus barrus
Passalus barrus (лат.) — вид сахарных жуков рода Passalus из семейства пассалиды (Passalidae). Неотропика (Боливия, Перу). Длина более 2 см (24,3 — 27,0 мм). Отличается следующими признаками: передний край лица с двумя вторичными медиально-фронтальными бугорками, соединёнными у оснований; вторичные медиально-фронтальные бугорки крупные и почти полностью слиты друг с другом; латеропостфронтальная область голая (у сходного вида Passalus abortivus вторичные медиально-фронтальные бугорки сближены только в основании, а латеропостфронтальная область опушена). Гипостомальный отросток без матовой бороздки над вершиной (подрод Passalus). Максилла с лациниями, двузубчатыми в апикальной трети. Медиобазальный участок ментума выступающий. Простернеллум ромбовидный.